# 耶穌聖心堂 (綿竹)
耶穌聖心堂是一家位於中國四川省綿竹市的天主教教堂，位於仿古街56號，屬成都教區。
目前的聖堂是第四代建築，佔地1,200平方米、能容納2,000人。聖堂耗資730萬元人民幣，其中政府捐贈500萬元，其餘來自教區的補貼和教友們的捐贈。
1922年，法國柏立山（Alexandre Perrodin）司鐸在縣城外北的北關街（今仿古街）購置空地，興建了第三代聖堂。民國十五年（西元1926年）竣工，曾是縣級文物保護單位。2008年5月12日汶川大地震後倒垮塌，教友們一度要在板房內舉行彌撒。在原址重建的新聖堂於2011年動工，至2013年八月底竣工投入使用。

## 堂區歷史
堂區始於明崇禎十四年（1641年），當地人劉宇亮在京做禮部尚書東閣大學士時，受徐光啟的影響，接受了西方科學文化、信仰，邀請意大利傳教士利類思和葡萄牙傳教士安文思在「天官府」傳道，並率先領洗入教，成為綿竹奉教的第一人。綿竹也成了川雲貴三省的母教會。
第二代聖堂是清同治時期，由法國人童德望（Jean Pontvianne）籌款在新市鄉（今新市镇）茨科林（今雙柏村二组）修建聖心堂。教堂佔地面積670餘平方米，惟已倒塌。